# Cookeina
Genre

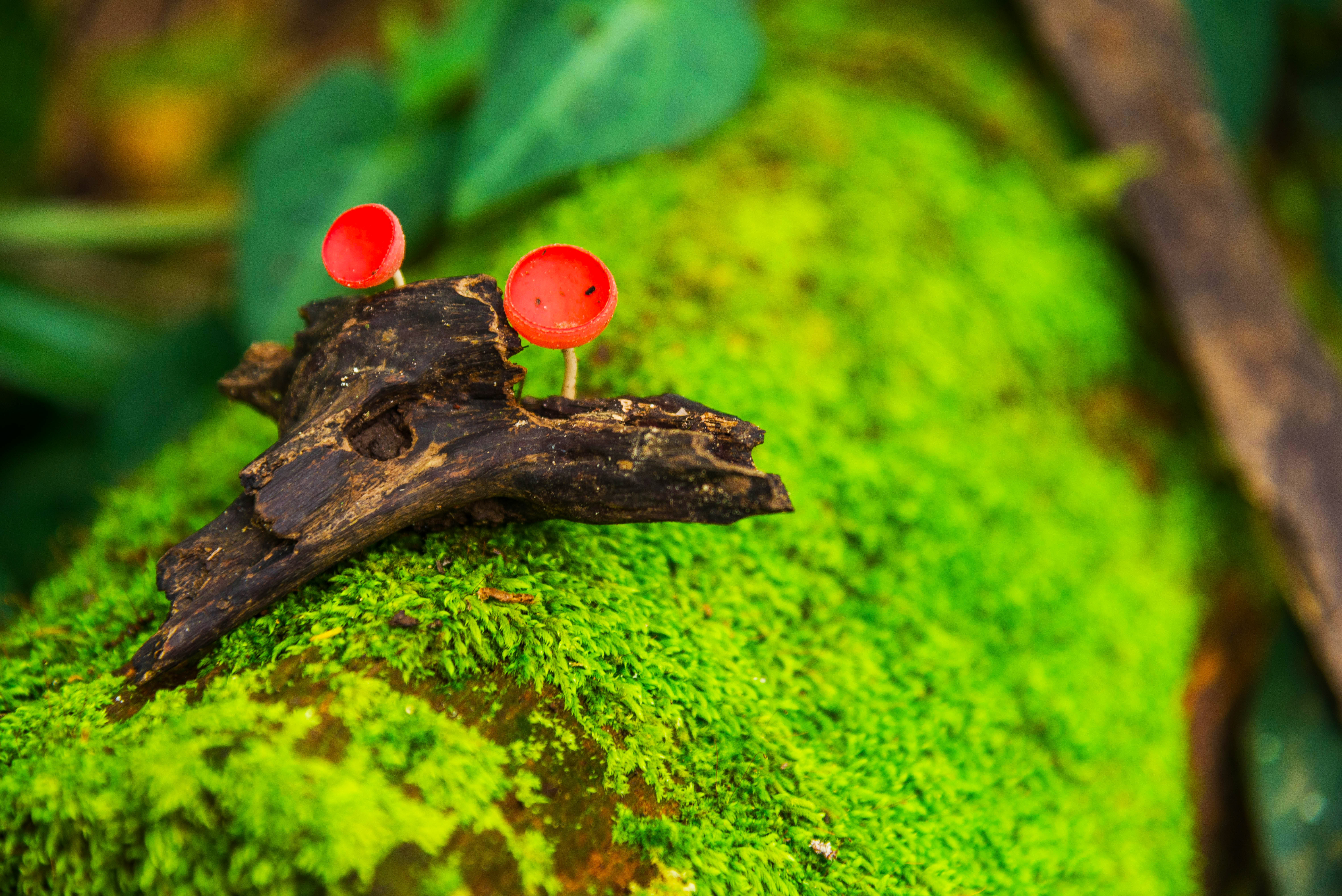
Cookeina sulcipes, parc national de Khao Yai, Thaïlande

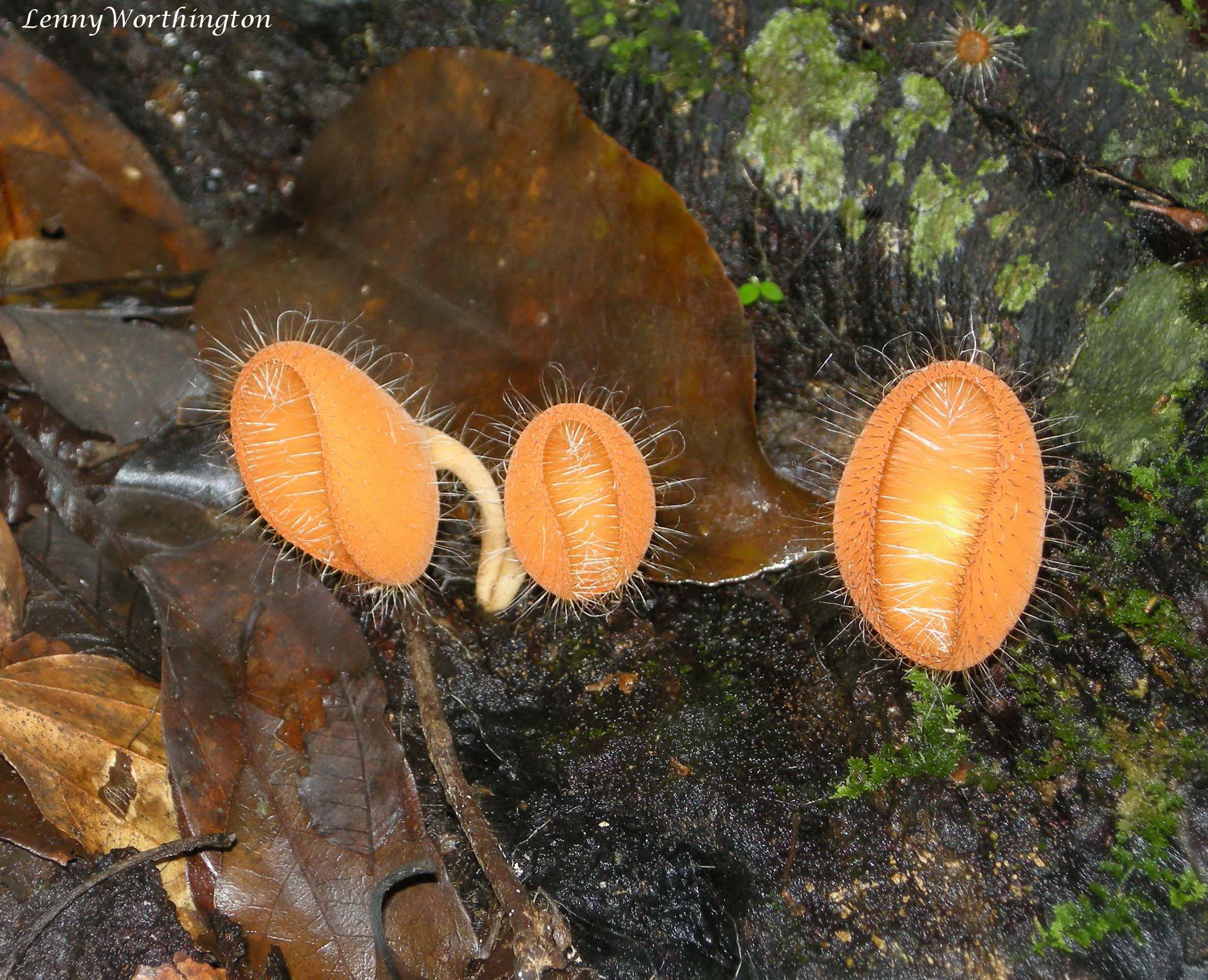
Cookeina tricholoma, parc national de Khao Yai, Thaïlande

Cookeina est un genre de champignon de la famille des Sarcoscyphaceae de l'ordre des Pezizales.

## Liste d'espèces
Selon Index Fungorum (17 juin 2015) :
- Cookeina amoena (Lév.) Kuntze 1891
- Cookeina colensoi (Berk.) Seaver 1913
- Cookeina colensoiopsis Iturr. & Pfister 2006
- Cookeina globosa Douanla-Meli 2005
- Cookeina hindsii (Berk.) Kuntze 1891
- Cookeina indica Pfister & R. Kaushal 1984
- Cookeina javanica (Nees & Lév.) Kuntze 1891
- Cookeina mundkurii S.C. Kaushal 1987
- Cookeina sinensis Zheng Wang 1997
- Cookeina speciosa (Fr.) Dennis 1994
- Cookeina sulcipes (Berk.) Kuntze 1891
- Cookeina sumatrana Boedijn 1929
- Cookeina tricholoma (Mont.) Kuntze 1891
- Cookeina venezuelae (Berk. & M.A. Curtis) Le Gal 1953